# Idioneura ancilla
Idioneura ancilla är en trollsländeart som först beskrevs av Selys 1860.  Idioneura ancilla ingår i släktet Idioneura och familjen Protoneuridae. IUCN kategoriserar arten globalt som livskraftig. Inga underarter finns listade i Catalogue of Life.